# Olympische Sommerspiele 2004/Schwimmen – 50 m Freistil (Männer)
Der Wettbewerb über 50 Meter Freistil der Männer bei den Olympischen Spielen 2004 in Athen wurde am 19. und 20. August 2004 im Olympic Aquatic Centre des Athens Olympic Sports Complex ausgetragen. 83 Athleten nahmen daran teil. 
Es fanden elf Vorläufe statt. Die 16 schnellsten Schwimmer aller Vorläufe qualifizierten sich für die zwei Halbfinals, die am selben Tag ausgetragen wurden. Für das Finale qualifizierten sich die acht zeitschnellsten Schwimmer beider Halbfinals. Im Finale gewann der US-Amerikaner Gary Hall junior mit einer Zeit von 21,93 Sekunden vor den Kroaten Duje Draganja und Roland Schoeman aus Südafrika.

## Rekorde
Vor Beginn der Olympischen Spiele waren folgende Rekorde gültig.
| Weltrekord         | Alexander Popow ( Russland)       | 21,64 s | Moskau, Russland   | 16. Juni 2000 |
| Olympischer Rekord | Alexander Popow ( Vereintes Team) | 21,91 s | Barcelona, Spanien | 30. Juli 1992 |

## Titelträger
| Olympiasieger | Gary Hall junior ( Vereinigte Staaten) Anthony Ervin ( Vereinigte Staaten) | 21,98 s | Sydney 2000    |
| Weltmeister   | Alexander Popow ( Russland)                                                | 21,92 s | Barcelona 2003 |

## Vorlauf

### Vorlauf 1
| Platz | Name                  | Nation                         | Zeit (s) |
| ----- | --------------------- | ------------------------------ | -------- |
| 001   | Rony Bakale           | Republik Kongo                 | 25,07    |
| 002   | Ahmed Mohamed Jewel   | Bangladesch                    | 25,47    |
| 003   | Ibrahim Maliki        | Niger                          | 26,81    |
| 004   | Donnie Defreitas      | St. Vincent und die Grenadinen | 27,72    |
| 005   | Abdourahamane Diawara | Guinea                         | 28,10    |
| 006   | David Keita           | Mali                           | 29,96    |

### Vorlauf 2
| Platz | Name                    | Nation                             | Zeit (s) |
| ----- | ----------------------- | ---------------------------------- | -------- |
| 001   | Anderson Bonabart       | Föderierte Staaten von Mikronesien | 26,75    |
| 002   | Hojamamed Hojamamedov   | Turkmenistan                       | 27,68    |
| 003   | Bounthanom Vongphachanh | Laos                               | 28,17    |
| 004   | Leonce Sekama           | Ruanda                             | 28,99    |
| 005   | Mohamed Saad            | Jemen                              | 29,97    |
| 006   | Mamadou Ouédraogo       | Burkina Faso                       | 30,36    |
| 007   | Malique Williams        | Antigua und Barbuda                | 32,86    |
| 008   | Yona Walesi             | Malawi                             | 34,11    |

### Vorlauf 3
| Platz | Name             | Nation     | Zeit (s) |
| ----- | ---------------- | ---------- | -------- |
| 001   | Chris Hackel     | Mauritius  | 25,33    |
| 002   | Cole Shade Sule  | Kamerun    | 26,16    |
| 003   | Johnathan Steele | Grenada    | 26,40    |
| 004   | Kreshnik Gjata   | Albanien   | 26,61    |
| 005   | Hem Kiry         | Kambodscha | 27,49    |
| 006   | Khaled Ghezzawi  | Libyen     | 27,55    |
| 007   | Hassan Mubah     | Malediven  | 27,71    |
| 008   | Edgar Luberenga  | Uganda     | 27,77    |

### Vorlauf 4
| Platz | Name                  | Nation         | Zeit (s) |
| ----- | --------------------- | -------------- | -------- |
| 001   | José Nicolás Mafio    | Uruguay        | 23,58    |
| 002   | Jevon Atkinson        | Jamaika        | 23,61    |
| 003   | Rodrigo Díaz          | Guatemala      | 23,69    |
| 004   | Terrence Haynes       | Barbados       | 23,90    |
| 005   | Abdel Rahman Al-Kaaki | Libanon        | 24,68    |
| 006   | Gregory Arkhurst      | Elfenbeinküste | 24,82    |
| 006   | Mauricio Prudencio    | Bolivien       | 24,82    |
| 008   | Aloïs Dansou          | Benin          | 24,86    |

### Vorlauf 5
| Platz | Name              | Nation                       | Zeit (s) |
| ----- | ----------------- | ---------------------------- | -------- |
| 001   | Ravil Nachayev    | Usbekistan                   | 23,23    |
| 002   | Carl Probert      | Fidschi                      | 23,31    |
| 003   | Josh Laban        | Amerikanische Jungferninseln | 23,43    |
| 004   | Allen Ong         | Malaysia                     | 23,52    |
| 005   | Rajtschin Antonow | Bulgarien                    | 23,67    |
| 006   | Örn Arnarson      | Island                       | 23,84    |
| 007   | Oleg Schteinikow  | Kasachstan                   | 23,88    |
| 008   | Semyon Danilov    | Kirgisistan                  | 26,61    |

### Vorlauf 6
| Platz | Name                        | Nation            | Zeit (s) |
| ----- | --------------------------- | ----------------- | -------- |
| 001   | Krisztián Takács            | Ungarn            | 23,12    |
| 002   | Stanislau Newjarouski       | Belarus           | 23,13    |
| 003   | Kaan Tayla                  | Türkei            | 23,26    |
| 004   | Julio Santos                | Ecuador           | 23,43    |
| 005   | Chrysanthos Papachrysanthou | Zypern            | 23,51    |
| 006   | Arwut Chinnapasaen          | Thailand          | 23,52    |
| 007   | Wang Shao-An                | Chinesisch Taipeh | 23,54    |
| 008   | Danil Haustov               | Estland           | 23,56    |

### Vorlauf 7
| Platz | Name                  | Nation                 | Zeit (s) |
| ----- | --------------------- | ---------------------- | -------- |
| 001   | Rolandas Gimbutis     | Litauen                | 22,59    |
| 002   | Apostolos Tsagkarakis | Griechenland           | 22,72    |
| 003   | Milorad Čavić         | Serbien und Montenegro | 23,05    |
| 004   | Lee Chung-hui         | Südkorea               | 23,20    |
| 005   | Pedro Silva           | Portugal               | 23,23    |
| 005   | Camilo Becerra        | Kolumbien              | 23,23    |
| 007   | Jere Hård             | Finnland               | 23,33    |
| 008   | Chen Zuo              | Volksrepublik China    | 23,41    |

### Vorlauf 8
| Platz | Name             | Nation      | Zeit (s) |
| ----- | ---------------- | ----------- | -------- |
| 001   | Duje Draganja    | Kroatien    | 22,28    |
| 002   | Ricardo Busquets | Puerto Rico | 22,45    |
| 003   | Karel Novy       | Schweiz     | 22,51    |
| 004   | Rafed El-Masri   | Syrien      | 22,58    |
| 005   | Marcos Hernández | Kuba        | 23,19    |

### Vorlauf 9
| Platz | Name                | Nation             | Zeit (s) |
| ----- | ------------------- | ------------------ | -------- |
| 001   | Bartosz Kizierowski | Polen              | 22,26    |
| 002   | Julien Sicot        | Frankreich         | 22,30    |
| 003   | Jason Lezak         | Vereinigte Staaten | 22,33    |
| 004   | Brett Hawke         | Australien         | 22,42    |
| 005   | Javier Noriega      | Spanien            | 22,52    |
| 006   | Michele Scarica     | Italien            | 22,80    |
| 007   | José Meolans        | Argentinien        | 22,90    |
| 008   | Andrei Kapralow     | Russland           | 22,97    |

### Vorlauf 10
| Platz | Name               | Nation      | Zeit (s) |
| ----- | ------------------ | ----------- | -------- |
| 001   | Frédérick Bousquet | Frankreich  | 22,24    |
| 002   | Xuxa Scherer       | Brasilien   | 22,52    |
| 003   | Johan Kenkhuis     | Niederlande | 22,58    |
| 003   | Alexander Popow    | Russland    | 22,58    |
| 005   | Lorenzo Vismara    | Italien     | 22,70    |
| 006   | Eduardo Lorente    | Spanien     | 22,71    |
| 007   | Slawa Schirschow   | Ukraine     | 22,96    |
| 008   | Matt Rose          | Kanada      | 23,01    |

### Vorlauf 11
| Platz | Name                      | Nation             | Zeit (s) |
| ----- | ------------------------- | ------------------ | -------- |
| 001   | Gary Hall junior          | Vereinigte Staaten | 22,04    |
| 002   | Salim Iles                | Algerien           | 22,26    |
| 003   | Oleksandr Wolynez         | Ukraine            | 22,41    |
| 003   | Roland Schoeman           | Südafrika          | 22,41    |
| 005   | Stefan Nystrand           | Schweden           | 22,42    |
| 006   | Lyndon Ferns              | Südafrika          | 22,53    |
| 007   | Pieter van den Hoogenband | Niederlande        | 22,56    |
| 008   | Ashley Callus             | Australien         | 22,82    |

## Halbfinale

### Lauf 1
| Platz | Name               | Nation      | Zeit (s) |
| ----- | ------------------ | ----------- | -------- |
| 001   | Roland Schoeman    | Südafrika   | 21,99    |
| 002   | Brett Hawke        | Australien  | 22,07    |
| 003   | Salim Iles         | Algerien    | 22,16    |
| 004   | Julien Sicot       | Frankreich  | 22,26    |
| 005   | Frédérick Bousquet | Frankreich  | 22,29    |
| 006   | Javier Noriega     | Spanien     | 22,36    |
| 007   | Lyndon Ferns       | Südafrika   | 22,46    |
| 008   | Ricardo Busquets   | Puerto Rico | 22,52    |

### Lauf 2
| Platz | Name                | Nation             | Zeit (s) |
| ----- | ------------------- | ------------------ | -------- |
| 001   | Jason Lezak         | Vereinigte Staaten | 22,12    |
| 002   | Oleksandr Wolynez   | Ukraine            | 22,18    |
| 002   | Gary Hall junior    | Vereinigte Staaten | 22,18    |
| 002   | Stefan Nystrand     | Schweden           | 22,18    |
| 005   | Duje Draganja       | Kroatien           | 22,19    |
| 006   | Bartosz Kizierowski | Polen              | 22,22    |
| 007   | Xuxa Scherer        | Brasilien          | 22,27    |
| 008   | Karel Novy          | Schweiz            | 22,63    |

## Finale
| Platz | Name              | Nation             | Zeit (s) |
| ----- | ----------------- | ------------------ | -------- |
| 001   | Gary Hall junior  | Vereinigte Staaten | 21,93    |
| 002   | Duje Draganja     | Kroatien           | 21,94    |
| 003   | Roland Schoeman   | Südafrika          | 22,02    |
| 004   | Stefan Nystrand   | Schweden           | 22,08    |
| 005   | Jason Lezak       | Vereinigte Staaten | 22,11    |
| 006   | Brett Hawke       | Australien         | 22,18    |
| 007   | Oleksandr Wolynez | Ukraine            | 22,26    |
| 008   | Salim Iles        | Algerien           | 22,37    |